# The Revenge Album 67
The Revenge Album 67 oder Contractual Obligation Session ist ein Album von Van Morrison, das er allein aus vertraglichen Verpflichtungen 1968 für sein damaliges Label „Bang! Records“ einspielte. Das Album wurde von ihm vorsätzlich musikalisch und kreativ so minderwertig eingespielt, dass es bis 2017 nicht offiziell veröffentlicht wurde.

## Entstehung

### Vorgeschichte
Morrison suchte nach dem Verlassen seiner Band Them als Solokünstler in den USA Fuß zu fassen und befand sich auf der Suche nach einem Plattenvertrag. Bert Berns bot ihm einen Vertrag für sein Label Bang! Records an, den der inzwischen unter finanziellem Druck stehende Morrison unterzeichnete, ohne ihn näher zu studieren. Ungewollt übertrug er damit alle Rechte zur Verwertung und Verwendung an Berns, der aus dem Material ein Album zusammenstellte, ohne Morrison, der zu der Zeit in Belfast war, weiter zu konsultieren. Laut Morrison war das Material nur für eine Serie von Singles gedacht. Abmischung, Titel, Cover und Zusammenstellung des Albums, das als Blowin’ Your Mind! veröffentlicht wurde, wurden allein von Berns bestimmt, der teils zusätzliche Spuren einspielen ließ. Morrison weigert sich daher bis heute, das Album als Teil seiner Diskographie anzuerkennen und sieht erst Astral Weeks als sein Debüt.
Blowin’ Your Mind! enthält einen der bis heute größten Erfolge Morrisons, das Stück Brown Eyed Girl, das auch als eigenständige Single erschien. Weder für dieses Stück noch für das Album erhielt Morrison jedoch Tantiemen. Über dies zerstritten sich Morrison und Berns. Nach einem schweren Streit Ende Dezember 1967 zwischen den beiden starb Berns, der ein schwaches Herz hatte, an einem Herzanfall.
Der Streit setzte sich nun fort zwischen Morrison und Berns’ Witwe Ilene, die Morrison für den Tod ihres Mannes verantwortlich machte. Nur durch die Unterstützung von Warner, die mit ihm zusammenarbeiten wollten, gelang es, eine Vereinbarung zu erreichen, die Morrison jedoch unter anderem dazu verpflichtete, 36 weitere Songs für Bang aufzunehmen. Nachdem Ilene Berns die fertigen 31 Stücke gehört hatte, verzichtete sie auf die noch fehlenden 5 Kompositionen.

### Aufnahme
1968 erschien Van Morrison darauf in New York im Studio und spielte in 35 Minuten 31 Songs ein, vorsätzlich musikalisch und kreativ minderwertig. Er spielte ohne jede Begleitung auf einer akustischen Gitarre, die er während der Aufnahmesession nicht erneut stimmte. Jedes der Stücke war nur rund eine Minute lang, das längste, The Big Royalty Check, dauerte 1:37, alle Stücke waren one takes, wurden also nur einmal aufgenommen. Die Songs waren repetitiv und bestanden aus einfachsten Blues-Licks, der Gesang war ein Sprechgesang ohne Gestaltung wie z. B. Refrains oder eine erkennbare Melodie. Morrisons Vortrag war eine Mischung aus „Langeweile und Wut“.
Von entsprechender Qualität waren auch die Texte. Eine Gruppe der Stücke trug die Titel Twist and Shake, Shake and Roll, Stomp and Scream, Scream and Holler und Jump and Thump und parodierten Berns' Hit Twist and Shout. Die Texte wiederholten die Titel ergänzt um wenige Floskeln wie All night long oder Nonsensreime (Jump and thump/move your hump/when you’re drunk.). Hang on Groovy parodierte Berns' Hit Hang On Sloopy.
Andere Stücke thematisierten in höhnischer Weise Morrisons Zorn, so Dum Dum George, das der Musikkritiker Greil Marcus musikalisch in enger Verbindung mit dem Van Morrison-Song Madame George sieht:

„He drove up from New York City

And he was freaky

And he wanted to record me

And I said, George, you’re dumb

And he said, I know. Why do you think I make so much money?

I wanna do a record that’ll make number one.

Dum dum.“

oder The Big Royalty Check:

„I’m waiting for my royalty check to come and it still hasn’t come yet

It’s about a year overdue

I guess it’s coming from the Big Royalty Check in the sky

I waited and the mailman never dropped it in my letterbox“

Andere Stücke bestehen nur aus Nonsenstexten, so zum Beispiel All the bits, das auf jeden Text verzichtet und wo Morrison immer nur wieder „Da-Da“ skandiert.

## Trackliste
1. Twist And Shake 1:17
2. Shake And Roll 0:57
3. Stomp And Scream 1:13
4. Scream And Holler 1:14
5. Jump And Thump 1:08
6. Drivin' Wheel 1:31
7. Just Ball 0:59
8. Shake It Mable 1:12
9. Hold On George 1:29
10. The Big Royalty Check 1:36
11. Ring Worm 1:31
12. Savoy Hollywood 1:00
13. Freaky If You Got This Far 1:04
14. Up Your Mind 1:12
15. Thirty Two 0:59
16. All The Bits 0:53
17. You Say France And I Whistle 0:53
18. Blowin' Your Nose 1:24
19. Nose In Your Blow 1:01
20. La Mambo 0:51
21. Go For Yourself 1:20
22. Want A Danish 1:04
23. Here Comes Dumb George 0:55
24. Chickee Coo 1:10
25. Do It 1:00
26. Hang On Groovy 0:56
27. Goodbye George 1:16
28. Dum Dum George 1:27
29. Walk And Talk 1:06
30. The Wobble 1:02
31. Wobble And Ball 1:06

## Veröffentlichungen
Wie von Morrison beabsichtigt, wurde das Album zeitgenössisch nicht veröffentlicht. Erst ab den frühen 1990er Jahren tauchten die Stücke auf einer Vielzahl von CD-Veröffentlichungen bei kleinen Labels auf, die sich aus dem Archiv von Bang speisten. 2017 wurde es von Morrison autorisiert und begleitet als Teil der Compilation The Authorized Bang Collection veröffentlicht. 2020 wurde es auf YouTube durch Van Morrisons offiziellen Account um drei Stücke gekürzt als eigenständiges Album bereitgestellt.